# Donacia impressa
Donacia impressa es una especie de insecto coleóptero de la familia Chrysomelidae.
Fue descrita científicamente en 1799 por Paykull.